# Batman – Die Rückkehr des Dunklen Ritters
Die Graphic Novel Batman – Die Rückkehr des Dunklen Ritters (Originaltitel: Batman: The Dark Knight Returns, kurz DK1) von Frank Miller basiert auf der von Bob Kane geschaffenen Superheldenfigur „Batman“ und handelt vom Wiederauftreten und schließlich vom finalen Kampf eines alternden Batmans. Trotz ihrer Kürze als Miniserie hat sie das ganze Genre beeinflusst.

## Inhalt

### Buch 1: Der Dunkle Ritter kehrt zurück
Der erste Teil Die Rückkehr führt den Leser in ein düsteres und in den 1980er-Jahren angesiedeltes Gotham City. Die Stadt wird beherrscht von einer Gang namens Mutanten. Bruce Wayne ist inzwischen 55 Jahre alt und seit mehr als zehn Jahren nicht mehr als Batman in Erscheinung getreten. Er lebt nach wie vor mit seinem Butler Alfred in seinem Herrenhaus und wird weiterhin von der Erinnerung an den Mord an seinen Eltern gequält. Er hat die plastische Operation von Harvey Dent, der „Two Face“ war, bezahlt, um ihm so die Rückkehr in die Gesellschaft zu ermöglichen. Jedoch getrieben durch die zunehmende Brutalität der Mutanten, entschließt sich Wayne wieder als Batman aufzutreten und beendet in aggressiv geschilderten Bildern die Überfälle. Am Ende des Kapitels erpresst Harvey Dent die Stadt, indem er droht, Gothams „Twin Towers“ zu sprengen. Batman nimmt ihn gefangen und hat trotz der Gesichtsoperation Two Faces altes Gesicht vor seinem geistigen Auge. Er sieht in ihm ein Spiegelbild seiner eigenen gespaltenen Persönlichkeit.

### Buch 2: Der Dunkle Ritter triumphiert
Der darauf folgende Teil Der Triumph erzählt vom Kampf Batmans gegen den Führer der Mutanten. Mit Hilfe seines technischen überlegenen Batmobils kann er den Anführer isolieren und lässt sich mit ihm auf einen Faustkampf ein. Diesen droht Batman zu verlieren, da sein Körper inzwischen Alterungserscheinungen zeigt, doch durch das Eingreifen des Mädchens Carrie Kelly, welches der neue Robin wird, kann der Anführer der Jugendbande verhaftet werden. Gleichzeitig beginnt in den Medien die Diskussion um die Legitimität von Batmans Aktionen. Auch der Präsident sieht in Batman ein Problem und bittet Superman um Hilfe. Um die Bedrohung durch Mutanten insgesamt zu beseitigen, befreit Batman mit der Unterstützung des Polizeichefs James Gordon, der danach in den Ruhestand geht, den Mutantenanführer, denn nur wenn dieser vor den Augen seiner Bande besiegt werden würde, würde diese dessen Niederlage anerkennen. Sie treten im Schlamm, in dem Batmans körperliche Nachteile weniger bedeutend sind, gegeneinander an. Batmans Sieg wird von den Mutanten beobachtet, die sich daraufhin auflösen. Als Batmans Söhne beschließen einige von ihnen, ebenfalls Jagd auf Kriminelle zu machen, wobei sie fanatisiert äußerst brutale Methoden anwenden.

### Buch 3: Der Dunkle Ritter wird gejagt
Im dritten Teil Die Jagd wird Joker von seinem gutgläubigen Psychologen Dr. Bartholomew Wolper die Genesung bescheinigt. Jahrelang vegetierte der Joker lethargisch in der Psychiatrie vor sich hin. Als er jedoch erfährt, dass Batman wieder in Erscheinung getreten ist, wird er selbst erneut aktiv, was ein Zeichen dafür ist, dass Batman die Psychopathen, die er jahrelang bekämpfte, selbst geschaffen hat. Der Joker darf daraufhin in einer Talkshow auftreten, aus der er mit Hilfe eines Giftgasanschlages entfliehen kann. Batman will sich den Polizeiermittlungen anschließen, jedoch wird er von der neuen Polizeichefin Ellen Yindel als Gegner angesehen. Verfolgt von der Polizei, stellt Batman Joker in einem Vergnügungspark. Am Ende eines blutigen und gewalttätigen Showdowns besiegt der durch zahlreiche Messerstiche schwerverletzte Batman den Joker. Diese Szene wird oft falsch interpretiert. Selbst in amerikanischer Sekundärliteratur wird sie mitunter so dargestellt, dass Batman hier den Joker tötet. Miller aber lässt den Joker selbst sagen: „… Sie werden Dich töten … und nie erfahren … dass Du es nicht konntest …“. Der Joker selbst dreht „mit teuflischer Kraft, was von seinem Rückgrat noch übrig ist.“ Er begeht Selbstmord, aber die Polizei nimmt an, Batman sei der Mörder.

### Buch 4: Der Dunkle Ritter fällt
Im letzten Teil Der Fall bezieht ein kriegerischer US-Präsident, der leicht als eine Karikatur auf Ronald Reagan zu erkennen ist, Superman in seine Kriegspläne um die südamerikanische Insel Corto Maltese mit ein. Superman kann zwar den direkten Einschlag einer riesigen Atomrakete der UdSSR auf bewohntes Gebiet verhindern, jedoch löst der elektromagnetische Impuls der Explosion einen totalen Stromausfall in Amerika aus und schwächt Superman erheblich. Im darauf folgenden Chaos sorgen Batman und vormals marodierende Mutanten in Gotham wieder für Ordnung. Hierdurch untergräbt Batman aber weiter die Autorität des Präsidenten, der nun Superman auffordert, Batman aus dem Verkehr zu ziehen. In diesem letzten Kampf gewinnt Batman mit einem speziell verstärkten Exoskelett, das seinem Kostüm nachempfunden ist, der Unterstützung von Oliver Queen (Green Arrow) und synthetischem Kryptonit die Oberhand, erleidet jedoch einen plötzlichen und tödlichen Herzinfarkt. Robin rettet Queen und sich selbst mit dem Batcopter. Im gleichen Moment explodiert die Bathöhle und Alfred stirbt. Die Konten von Bruce Wayne sind leergeräumt und seine Identität wird in den Medien publik. Superman organisiert als Clark Kent die Beerdigung für Batman, kann jedoch im letzten Moment Herzschläge im Sarg hören, wodurch ihm klar wird, dass Batman den eigenen Tod durch den Einsatz von Medikamenten vortäuschte. Jedoch ignoriert Superman dieses. Batman beschließt, in Zukunft versteckt und nicht mehr offen gegen das Verbrechen zu kämpfen, um sich vor der Regierung zu schützen und zieht sich mit Robin, Queen und einigen Anhängern in eine Höhle unter der alten Bathöhle als neuen Stützpunkt zurück, um neue Vigilanten als seine Nachfolger auszubilden.

## Entstehung
Als der Verkauf von DC-Comics 1984 drastisch zurückging, war Batman aufgrund eines Umfrageergebnisses immer noch der beliebteste Superheld. Dick Giordano dachte daher, es wäre an der Zeit für einen Neustart des Dunklen Rächers. Frank Miller, schon seit seiner Kindheit ein Batmanfan, wollte dies übernehmen. Da es ihn aber immer schon gestört hatte, dass Batman nicht alterte, wollte er ihn in diesem Werk etwas älter darstellen. Ursprünglich wollte Miller die Figur Robin gar nicht verwenden. John Byrne empfahl ihm außerdem, dass Robin diesmal ein Mädchen sein sollte.

## Veröffentlichungen
Das Buch ist die von Uwe Anton ins Deutsche übertragene Fassung des 1986 von DC Comics herausgegebenen The Dark Knight Returns und erschien erstmals 1989 in der „comicArt Edition“ bei Carlsen. Es gliedert sich in vier Teile.
Von dem Buch gibt es – ähnlich wie beim US-amerikanischen Original – diverse unterschiedliche Ausgaben und Auflagen. Die erste Ausgabe von Carlsen erschien in vier Auflagen. Ferner gab es eine Bertelsmann-Buchclubausgabe mit anderem Cover. Im September 1997 brachte Carlsen den Band zusammen mit vier anderen Bänden in einem auf 2500 Stück limitierten Schuber (Batman – Im Zeichen der Fledermaus) heraus.
2002 wurde vom Panini-Verlag eine Neuübersetzung unter dem Titel Batman – Der dunkle Ritter kehrt zurück veröffentlicht. Dieses Mal war Steve Kups der Übersetzer. Diese Ausgabe ist mittlerweile ebenfalls vergriffen und liegt in einer zweiten Auflage mit anderem Cover vor. Darüber hinaus erschien bei Panini ein Schuber, der neben der Geschichte auch noch bis dahin auf Deutsch unveröffentlichtes Material beinhaltete (Storyboard, Skizzen, u. ä.). Die bisher letzte Ausgabe (Stand Mai 2008) ist ebenfalls von Panini und heißt Batman: The Dark Knight. In diesem Hardcover ist abgedruckt: Batman – Der dunkle Ritter kehrt zurück, die Fortsetzung Batman: Der Dunkle Ritter schlägt zurück und neben diversem neuem Zusatzmaterial (Bonus-Artwork, Skizzen, Kommentare und den Abdruck des Original-Skripts mit Millers handschriftlichen Bemerkungen) auch ein Vorwort von Frank Miller, in dem er kurz u. a. zu Fredric Wertham (aber ohne ihn namentlich zu nennen) – und den Terroranschlägen am 11. September 2001 Stellung bezieht und erklärt, inwieweit diese Einfluss auf seine Werke genommen haben.

## Verfilmung
Im Rahmen der DC Universe Animated Original Movies, bei denen einige bekannte Geschichten diverser Comic-Helden als DTV-Zeichentrickfilme umgesetzt werden, wurde im Mai 2012 auch die Verfilmung von The Dark Knight Returns bestätigt. Das Drehbuch schrieb Bob Goodman und Regie führte Jay Oliva.
Umgesetzt wurde das Comic in zwei Filmen à 76 min. Der erste Teil erschien am 21. September 2012. Der zweite Teil folgte am 29. Januar 2013. In einer Deluxe Edition erschienen beide Teile zusammengefügt auf Blu-ray Disc.

## Fortsetzungen
Im Jahr 2001 erschien eine Fortsetzung unter dem Titel Batman: The Dark Knight Strikes Again – kurz auch DK2 – ebenfalls von Frank Miller und koloriert von seiner Frau Lynn Varley. Diese dreibändige Fortsetzung spielt weitere fünf Jahre nach den Ereignissen von The Dark Knight Returns (seitdem oft kurz DK1). Die deutsche Übersetzung von Steve Kups erschien beim Panini Verlag.
Beginnend im November 2015 erschien bei DC Comics unter dem Titel Dark Knight III: The Master Race eine weitere Fortsetzung in neun Teilen, welche drei Jahre nach den Ereignissen von DK2 spielt. Der letzte Band erschien am 7. Juni 2017. Das Skript stammt von Frank Miller und Brian Azzarello, die Zeichnungen von Miller, Klaus Janson und Andy Kubert. Obwohl initial als letzter Teil einer Trilogie angekündigt, gab Frank Miller später jedoch an, dass dies noch nicht der Abschluss sei, sondern dass er an einer finalen vierten Serie arbeiten würde, welche er wieder allein schreiben würde.

## Zukunft des DC-Universums
Die Rückkehr des Dunklen Ritters (und seine Fortsetzung) gilt nicht nur in der Graphic Novel, sondern auch im übrigen DC-Universum als mögliche Zukunft Batmans. Im DC-Multiversum spielen daher DK1, DK2 und DK3 auf Erde-31.

## Amoklauf von Aurora
Am 20. Juli 2012 kam es während der Premiere des neu gestarteten Batman-Films The Dark Knight Rises in der US-amerikanischen Stadt Aurora (Colorado) zu einem Amoklauf. Bereits kurz nach dem Amoklauf von Aurora wurde in Medien auf die Ähnlichkeit der Tat zu Motiven in dem 1986 von Frank Miller veröffentlichten Comic The Dark Knight Returns hingewiesen, denn im zweiten Teil des Comics betritt die psychisch labile Figur Arnold Crimp ein gut gefülltes Pornokino und erschießt drei Besucher, was den Täter James Eagan Holmes inspiriert haben könnte.